# Justyn Denisiuk
Justyn Denisiuk (* 5. Mai 1960) ist ein ehemaliger polnischer Eishockeyspieler, der in seiner aktiven Zeit von 1979 bis 1997 unter anderem für den Kölner EC, Eintracht Frankfurt, den EC Hedos München und den Schwenninger ERC in der Eishockey-Bundesliga gespielt hat.

## Karriere
Seine Karriere begann Justyn Denisiuk bei Podhale Nowy Targ und durchlief die polnischen Nachwuchs-Nationalmannschaften. Im November 1981 reiste er mit der polnischen Nationalmannschaft erstmals nach Deutschland und spielte dort in Rosenheim gegen die deutsche Nationalmannschaft. Im Frühjahr 1982 nahm er an der B-Weltmeisterschaft 1982 in Klagenfurt am Wörthersee teil. Denisiuk gelang es im Rahmen des Turniers, sich zusammen mit seinen Mannschaftskameraden Bogusław Maj und Andrzej Małysiak abzusetzen. Ein halbes Jahr blieben die Spieler in Österreich, um dann in Deutschland Asyl zu beantragen. Denisiuk und Maj schlossen sich dem EV Füssen an und hielten sich während der 18-monatigen internationalen Sperre dort fit. Der damalige Trainer Gerhard Kießling kümmerte sich um die jungen polnischen Spieler. Ein Jahr blieben Denisiuk und Maj in Füssen, mit Gerhard Kießling wechselten sie dann nach Iserlohn. Als Gerhard Kießling in Iserlohn freigestellt wurde, vermittelte dieser sie zum Kölner EC.
Kurz nach Beginn der Saison 1984/85 waren die beiden spielberechtigt und debütierten am 28. September 1984 für den KEC. Anfangs war es für Denisiuk schwer sich durchzusetzen, erst als Hardy Nilsson im Sommer 1985 die Haie übernahm, konnte er sich besser behaupten. In der Saison 1985/86 gewannen die Kölner die Meisterschaft und verteidigten den Titel im Folgejahr. Ab der Saison 1987/88 spielte er für Eintracht Frankfurt und half das Team im zweiten Jahr nach dem Aufstieg weiter zu stabilisieren. Dieselbe Aufgabe übernahm er auch mit seinem Wechsel zum Aufsteiger EC Hedos München, für den er ab der Saison 1989/90 für dreieinhalb Jahre spielte. Hier spielte er ab Dezember 1989 auch wieder mit Bogusław Maj zusammen. Zum Jahresende 1992 schloss er sich dem Schwenninger ERC an. Nach Saisonende ging die Reise weiter zum EHC Essen West in die 2. Bundesliga. Es folgten weitere Stationen beim ESC Wedemark, EC Wolfsburg, EC Wilhelmshaven-Stickhausen und ETC Timmendorfer Strand. Ein kurzes Comeback feierte er in der Saison 1999/2000 beim ESV Bergisch Gladbach in der Regionalliga.
Nach seiner aktiven Zeit zog Denisiuk nach Kerpen. Nach einigen Jahren Pause vom Eishockey übernahm er eine Trainerposition im Nachwuchs der Kölner Haie.